# Ема Бънтън
Ема Лий Бънтън (на английски: Emma Lee Bunton) е британска певица, текстописец и телевизионна актриса, родена на 21 януари 1976 година в Барнет, Хардфотшър, Англия, става известна в края на 1990-те години в поп групата Spice Girls, където е наречена Baby Spice.
През 1999 година излиза дебютният ѝ сингъл „What I Am“ – кавър на Edie Brickell & New Bohemians. Година по-късно след разделянето на групата тя издава дебютния си солов албум „A Girl Like Me“, който е на 4 място в класацията за албуми.
На 10 август 2007 г. ражда сина си Бо (Beau Lee Jones) от певеца Джейд Джоунс, с когото се познава от 1998 г., и с когото е сгодена от 23 януари 2011 година. През ноември 2010 година Бънтън обявява, че чака второто си дете. На 6 май 2011 ражда второто си дете, момченце на име Тейт (Tate Lee Jones).

## Дискография

### Студийни албуми
- A Girl like Me (2001)
- Free Me (2004)
- Life in Mono (2006)
- My Happy Place (2019)

### Сингли
- What I Am (1999)
- What Took You So Long? (2001)
- Take My Breath Away (2001)
- We're Not Gonna Sleep Tonight (2001)
- Free Me (2003)
- Maybe (2003)
- I'll Be There (2004)
- Crickets Sing for Anamaria (2004)
- Downtown (2006)
- All I Need to Know (2007)
- Baby Please Don't Stop (2019)
- Too Many Teardrops (2019)
- You're All I Need to Get By (2019)

## Видеоклипове
| Видеоклип                     | Премиера | Албум          |
| ----------------------------- | -------- | -------------- |
| What I am                     | 1999     | A girl like me |
| What took you so long?        | 2001     | A girl like me |
| Take my breath away           | 2001     | A girl like me |
| We're not gonna sleep tonight | 2001     | A girl like me |
| Free me                       | 2003     | Free me        |
| Maybe                         | 2003     | Free me        |
| I'll be there                 | 2004     | Free me        |
| Crickets sing for Anamaria    | 2004     | Free me        |
| Downtown                      | 2006     | Life in Mono   |
| All I need to know            | 2007     | Life in Mono   |
| Baby please don't stop        | 2019     | My happy place |

## Турнета
- Live in Concert (2001)
- Free Me Tour (2004)
- Emma Bunton’s Christmas Party – Live at the Royal Albert Hall (2019)